# 3236 Strand
3236 Strand è un asteroide della fascia principale. Scoperto nel 1982, presenta un'orbita caratterizzata da un semiasse maggiore pari a 2,2014635 UA e da un'eccentricità di 0,1451441, inclinata di 1,10654° rispetto all'eclittica.